# Pantherophis ramspotti
Espèce
Pantherophis ramspotti,  la Couleuvre fauve de l'Ouest est une espèce de serpents de la famille des Colubridae.

## Répartition
Cette espèce est endémique des États-Unis. Elle se rencontre au Wisconsin, au Minnesota, au Dakota du Sud, au Nebraska, en Iowa et au Missouri.

## Étymologie
Cette espèce est nommée en l'honneur de Joseph Ramspott.

## Publication originale
- Crother, White, Savage, Eckstut, Graham & Gardner, 2011 : A Reevaluation of the Status of the Fox Snakes Pantherophis gloydi Conant and P. vulpinus Baird and Girard (Lepidosauria). International Scholarly Research Network Zoology, vol. 2011, p. 1-15 (texte intégral).